# Drahovce
Drahovce (allemand : Drahowitz , hongrois : Vágdebrőd) est un village de Slovaquie situé dans la région de Trnava.

## Histoire
Première mention écrite du village en 1309.

## Démographie

### Évolution de la population
| Année:               | 1994. | 2004.   | 2014.   | 2024.   |
| -------------------- | ----- | ------- | ------- | ------- |
| Nombre de personnes: | 2478  | 2564    | 2561    | 2592    |
| Différence:          |       | +3,47 % | -0,11 % | +1,21 % |

| Année:               | 2023. | 2024.   |
| -------------------- | ----- | ------- |
| Nombre de personnes: | 2610  | 2592    |
| Différence:          |       | -0,68 % |